# Filippo Rusconi
Filippo Rusconi (* 17. November 1844 in Bellinzona; † 9. April 1926 ebenda) war ein Schweizer Rechtsanwalt, Politiker, Tessiner Grossrat, Staatsrat und Nationalrat.

## Biografie
Filippo Rusconi war Sohn des Anwalts gleichnamigen Namens und dessen Frau Lucia geborene Molo. Er heiratete 1875 Giuseppina Mariotti. Nach dem Gymnasium in Bellinzona und der Matura im Kantonslyzeum von Lugano studierte er Rechtswissenschaft an der Universität Genf von 1863 bis 1867 und erwarb das Lizenziat (1867). Als Jurist (ab 1875) war er Notar in Bellinzona. Als Politiker der Radikalliberalen war er 1873 Mitgründer und Herausgeber der liberalen Zeitung Il Gottardo und Abgeordneter im Tessiner Grossrat von 1877 bis 1881, von 1885 bis 1890, von 1893 bis 1897 und von 1901 bis 1915 (Präsident 1896), dann war er von 1890 bis 1893 Staatsrat in der gemischten Regierung nach dem Tessiner Putsch von 1890 als Leiter des Finanz- und Wirtschaftsdepartements. Von 1896 bis 1902 war er auch Nationalrat.
Von 1895 bis 1926 war er Präsident des Konsortiums für die Ticino-Korrektion und des Verwaltungsrats der Banca Popolare Ticinese; er war Mitglied zahlreicher Gesellschaften, unter anderem Präsident der Società Demopedeutica. Im Militär war er Oberst (1925) und Präsident des Circolo degli ufficiali di Bellinzona von 1879 bis 1889.